# Bastian Steger
Pour les articles homonymes, voir Steger.
Bastian Steger (né le 19 mars 1981 à Oberviechtach) est un pongiste allemand.
Il est champion d'Europe par équipes avec l'équipe d'Allemagne en 2007, 2008 et 2009, et vice-champion du Monde en 2010. Il a remporté l'Open de Corée du Sud ITTF en 2010 associé à son compatriote Patrick Baum. Il évolue dans le championnat allemand dans le club du FC Sarrebruck. Il est classé no 39 mondial en février 2016. Il remporte la médaille de bronze par équipe lors des Jeux olympiques de Rio en 2016.